# ورزشگاه ژنو
ورزشگاه ژنو یک ورزشگاه در منطقه ژنو سوئیس (واقع در لانسی، جنوب شهر) است. گنجایش آن ۳۰٬۰۸۴ نفر می‌باشد. بعد از نزدیک به سه سال، کار ساخت ورزشگاه در سال ۲۰۰۳ پایان یافت. معمولاً محل برگزاری دیدارهای خانگی یکی از باشگاه‌های فوتبال سوئیس به نام سروت اف‌سی است. ورزشگاه میزبان دیدار دوستانه‌ای بین آرژانتین و انگلیس در روز ۲۱ آبان ۱۳۸۴ بود که انگلیس با نتیجه ۳–۲ پیروز شد، هم‌چنین یک بازی دیگر که بین زلاندنو و برزیل در ۱۴ خرداد ۱۳۸۵ در این ورزشگاه برگزار گردید، با نتیجه ۴–۰ به سود برزیل تمام شد. جنوا میزبان سه بازی گروهی گروه A در رقابت‌های قهرمانی فوتبال اروپا ۲۰۰۸ نیز خواهد بود.
ورزشگاه میزبان یک بازی راگبی هم بوده‌است، در فصل ۰۷–۲۰۰۶ جام هینکن مسابقه‌ای بین بورگوین و مانستر از زمین خانگی بورگوین به آن منتقل شد.